# دانشکده پزشکی، کوشیتسه، پرو یوزف شافاریک
دانشکده پزشکی (به لاتین: Faculty of Medicine) یک دانشگاه دولتی در اسلواکی است که در کوشیتسه واقع شده‌است.